# Vic Pitt
Rodney Victor James „Vic“ Pitt (* 26. September 1941 in Wolverhampton; † 27. Juli 2021) war ein britischer Musiker (Kontrabass, auch Tuba und Bassgitarre) des Traditional Jazz.

## Leben und Wirken
Pitt stammt aus einer musikalischen Familie; der Gitarrist Tony Pitt ist sein Bruder. Er spielte zunächst mit der Familie Hausmusik auf der Mandoline und wechselte dann zum Banjo, als er in Chatham mit den lokalen Crescent City Stompers auftrat. Als Kontrabassist spielte er 1956 in der Deep Bayou Jazz Band, 1958 im Skiffletrio seines Bruders, um dann Mitglied der City Ramblers um Russell Quaye zu werden und Aufnahmen für das Label Tempo zu machen. Zwischen 1959 und 1977 gehörte er zur Band von Kenny Ball, mit dem er 1961 auch im Spielfilm It's Trad Dad auftrat. Dann gehörte er fast 30 Jahre zur Band von Chris Barber, bevor er sich 2007 aus der Musikszene zurückzog. Er begleitete auch John Lewis (1978; Live-Album bei Black Lion) und Dr. John (Take Me Back to New Orleans 1983) durch Europa. Weitere Alben mit Pitt wurden von den Top 8 (mit u. a. Acker Bilk, Rod Mason, Keith Nichols) und von Wally Fawkes eingespielt. Auch ist er auf allen Alben von John Crocker zu hören.

## Lexikalische Einträge
- John Chilton: Who's Who of British Jazz Continuum, London 2004, ISBN 0-8264-7234-6